# São Domingos (Gwinea Bissau)
São Domingos – miasto w Gwinei Bissau, w regionie Cacheu.